# Stine Nielsen
Stine Holtze Nielsen (født 9. februar 1991) er en dansk eliteskytte, der har deltaget ved OL 2012 i London i 10 m riffelskydning, hvor hun blev nummer ni blandt de 56 deltagere, samt i 50 m riffel med tre positioner, hvor hun opnåede en ellevteplads blandt 46 deltagere.

## Karriere
Stine Nielsen har dyrket sportsskydning siden 1999 og kom første gang på landsholdet i 2010. Dette år vandt hun guld ved junior-EM i 50 m med tre positioner. I 2011 opnåede hun flere top ti-resultater ved World Cup-stævner i denne disciplin, herunder en syvendeplads i sæsonfinalen. I 2012 har hun deltaget i flere internationale konkurrencer i 10 m-disciplinen og blandt andet hentet en ottendeplads ved EM samt en sjetteplads ved World Cup-stævnet i London.
Sammen med den senere OL-sølvvinder Anders Golding var Stine Nielsen den første atlet, der blev udtaget til OL, hvilket skete i efteråret 2011. Ved legene stillede hun op på både 10 m- og 50 m-distancen, og hun var på 10 m involveret i en af de tætteste afgørelser under legene. Sammen med fire andre skytter opnåede Stine Nielsen i kvalifikationsskydningen 397 point ud af 400, og dermed delte de placeringerne fra fem til ni. Da otte skytter gik i finalen, måtte der omskydning til mellem de fem med 397, hvor Nielsen måtte se sig slået med 0,2 point op til den ottendeplads, der havde givet adgang til finalen. På 50 m-distancen var hun med 582 point ét point fra igen at komme med i omskydningen, men måtte her nøjes med en delt ellevteplads. I september 2014 blev hun nummer seks ved VM i 10 meter og sikrede Danmark en nationsplads ved OL i Rio i 2016.
Stine Nielsen blev i november 2014 indlagt på Odense Universitetshospital med en blodprop i hjernen. Hun overvandt dette og blev efterfølgende udtaget til OL i Rio. Her stillede hun op i 10 m luftriffel, hvor hun med 410,1 point kom på 38. pladsen. Hendes deltagelse i 50 m riffel, helmatch gik bedre, idet hun her med 579 point blev nummer 13.
Stine Nielsen stiller op for Særslev Skytteforening på Fyn.

## Privatliv
Stine Nielsen er privat kærester med Jonas Kofoed Hansen. Hun læser til pædagog på pædagoguddannelsen i Ikast.[kilde mangler]